# Kuchenbuch
Kuchenbuch ist ein deutscher Familienname.

## Herkunft und Bedeutung
Der Name „Kuchenbuch“ (andere Schreibweise: „Kugenbuch“) kommt wie alle Ortschaftsnamen auf „-buch“ („Schönbuch“, „Weilimbuch“ oder einfach „Buch“ und „Buchen“) von einer bewaldeten Anhöhe (= „buch“), oft mit einer Burg oder einem Hof besetzt. „Buch“ betont die Bewaldung des Hügels oder Bergs.
Die Bildung „kuchen“ bzw. „kugen“ spielt ebenfalls auf eine Anhöhe an, betont aber die Form (herausragende Erhebung). Auch hier gibt es heute noch belegbare Ortsnamen mit dem Wortlaut „Kuchen“, sowie Bergnamen in der Kombination mit „-kuchen“, z. B. die „Kuchenspitze“ in Österreich. Andere Bildungen mit „-kogel“ oder „-kugen“ sind ebenfalls nachzuweisen.
Der Name „Kuchenbuch“ oder „Kugenbuch“ ist mindestens seit dem ausgehenden Mittelalter aktenkundig. Er kommt auch heute noch vermehrt im Eichsfeld in Thüringen vor und hat dort auch wohl seinen Ursprung (in der Umgebung von Heiligenstadt). Die plausibelste Namensdeutung liefert Bruno Günther, wonach die Buchen auf dem Berg oder „Kogel“ dem Anwesen seinen Namen gaben: „Der erste Namensträger wird also seinen Namen von einer solchen auffallenden Buche bekommen haben, die neben seinem Haus oder auf seinem Grundstück gestanden hat.“ Günther verfolgt die Linie „K.“ lückenlos anhand von Kirchenbüchern und Steuerlisten bis 1500 zurück (damals begüterte Landwirte und z. T. Schultheißen im Eichsfeld). Für die Zeit davor und die Frage, wie die „K.“s zu ihrem Besitz kamen, sind Kirchenbücher infolge der Konfessionswechsel als Quelle nicht mehr zugänglich und müssen durch andere Quellen ersetzt werden.
Günther weist auch andere Deutungen (z. B. „Kuchenbuch“ als Übernamen) zurück. Parallele Namensbildungen (z. B. der Familien „Kuchenreuther“, oder „Kuchendorff“, s.d.) sowie etymologische Ableitungen geben ihm Recht.

## Verbreitung
Schätzungen zufolge gibt es etwa 722 Personen mit dem Namen Kuchenbuch in Deutschland.

## Bekannte Namensträger
- Albrecht Rudolf Paul Kuchenbuch (1867–1938), deutscher Unternehmer
- Christian Kuchenbuch (* 1964), deutscher Theater-, Film- und Fernsehschauspieler
- David Kuchenbuch (* 1980), deutscher Historiker und Hochschullehrer an der Justus-Liebig-Universität Gießen
- Ernst Kuchenbuch (1858–1902), deutscher Schifffahrtsdirektor und Tourismusinitiator, Vater von Eugen Herbert Kuchenbuch
- Eugen Herbert Kuchenbuch (1890–1985), deutscher Professor der Schauspielkunst, Schauspieler, Intendant, Schriftsteller, Sohn von Ernst Kuchenbuch
- Franz Kuchenbuch (genannt Franz Kuchenbuch II) (1812–1896), deutscher Jurist, Maler, Sammler und Geschichtsforscher
- Franz Kuchenbuch, genannt Franz Kuchenbuch III (1863–1944), deutscher Gewerberat und Heimatforscher
- Freidank Kuchenbuch (1910–1942), deutscher Prähistoriker
- Johann Heinrich Kuchenbuch (1728–1804), deutscher Theologieprofessor und Universitätsrektor
- Ludolf Kuchenbuch (* 1939), deutscher Historiker und Jazzmusiker
- Ralf Kuchenbuch (* 1971), deutscher Jurist und Buchautor
- Robert Kuchenbuch (* 1967), deutscher Theater-, Film- und Fernsehschauspieler
- Rolf O. Kuchenbuch, deutscher Agrarwissenschaftler an der Universität Rostock u. Direktor der LUFA Rostock
- Roland Kuchenbuch (* 1943), deutscher Theater-, Film- und Fernsehschauspieler
- Thomas Kuchenbuch-Henneberg (* 1940), deutscher Medienwissenschaftler und Filmemacher